# Sunshine pop
Sunshine pop (kan översättas som solskenspop) är en musikgenre som har sitt ursprung från Kalifornien i mitten på 1960-talet.

## Artister
- The Association
- Beach Boys
- The Box Tops
- Chad & Jeremy
- The Grass Roots
- Hello People
- The Mamas & The Papas
- The Monkees
- Nancy Sinatra
- The Turtles[2]